# Xã Gray, Quận Pipestone, Minnesota
Xã Gray (tiếng Anh: Gray Township) là một xã thuộc quận Pipestone, tiểu bang Minnesota, Hoa Kỳ. Năm 2010, dân số của xã này là 225 người.